# アイリス・ロビンソン
アイリス・ロビンソン（Iris Robinson, 1949年9月6日 - ）は、イギリス（北アイルランド）の元政治家。旧姓コリンズ (Collins) 。夫は、元北アイルランド首相のピーター・ロビンソンである。
1989年にカースルレー区議会議員に初当選し、1992年と1995年には区長も務めた。1995年から1997年まで、北アイルランド政治対話フォーラムに参加した。1998年、民主統一党（DUP）から北アイルランド議会のストラングフォード選挙区に立候補し、初当選。同党の副院内幹事と、保健分野のスポークスパーソンを務めた。2001年にはアルスター統一党 (UUP) のジョン・テイラーを下して、ストラングフォード選挙区から庶民院（イギリス下院）議員にも当選し、2005年にも再選された。
生まれ変わった（ボーン・アゲイン）キリスト教徒を自認しており、「政府には神の法を擁護する責任がある」と公言してきた。2008年には、自身の同性愛に対する見解が批判を浴びた。
2009年12月、自らが抱える心の病が長引いていることを理由に、政界引退を表明した。しかし、2010年1月、19歳の少年と2008年に婚外交渉を持っていたことが発覚し、それに関連して夫妻が財政上の不正をはたらいていた疑いも浮上した。1月9日、ロビンソンの民主統一党の党員資格剥奪が公表され、1月12日に北アイルランド議会議員を、その翌日には庶民院議員とカースルレー区議会議員を辞任した。